# Cosworth
Cosworth Limited Company — британська моторобудівна та інженерно-технічна компанія, що спеціалізується на виробництві спортивних двигунів та електроніки. Компанію заснували британські інженери Майк Костін і Кейт Дакворт у 1958 році в Лондоні. Назва Cosworth народилося з об'єднання їх прізвищ Costin + Duckworth.
Компанія виробляє двигуни як для гоночних, так і для шосейно-доріжних спортивних автомобілів; техніку для аерокосмічної галузі та для водно-моторного спорту. Найбільшу відомість компанія здобула завдяки участі у змаганнях Formula 1.

## Історія компанії
В 1980 році компанію Cosworth купила компанія United Engineering Industries. Кейт Дакворт пішов на пенсію в 1989 році, Майк Костін залишився в Косворті до 1990 року.
В 1989 році Cosworth разом з United Engineering Industries придбала компанія Carlton Communications і в наступному році перепродала британському машинобудівному та зброярському концерну Vickers Group.
1998 року Cosworth купив концерн Audi, компанію було поділено на два підрозділи — моторобудівний Cosworth Technology та фірму для забезпечення участі в гонках Cosworth Racing. Cosworth Technology виробляла мотори, зокрема для автомобілів Aston Martin, Audi RS4 (B5) і Ford Focus SVT. Виробництво перенесли до Кьольна.
Невдовзі Cosworth Racing продали американському автогіганту Ford Motor Company (Джеральд Форсайт і Кевін Колховен). А в 2004 Audi продала підприємство Cosworth Technology німецькій фірмі Mahle-Gruppe з Штутгарту, після чого Cosworth Technology перейменували на Mahle-Powertrain.
Двигуни Cosworth брали участь у Гран-прі Формули-1: з 1963 по 2004 роки під маркою Ford Cosworth, а з 2000 по 2006 роки і як власне Cosworth.
За кількістю матчів у Гран-Прі, перемог, подіумів, якнайшвидших кіл, набраних очок за всю історію Формули-1 мотори Cosworth поступаються тільки двигунам Ferrari, а за кількістю поул-позицій — на третьому місці після силових агрегатів Ferrari і Renault.
У 2010 році всі три нові команди використовують мотори Cosworth — HRT, Virgin та Lotus. Також в 2010 році на мотори Cosworth перейшла команда Williams.
Крім того автомобілі Ford з двигунами Cosworth брали участь і неодноразово перемагали на етапах чемпіонату світу з ралі (WRC) — моделі Sierra RS Cosworth/Sierra RS500 Cosworth/Sierra RS Cosworth 4x4 (з 1987 по 1992 рік) та Escort RS Cosworth/Escort WRC (з 1992 по 1998 роки).
А в першому турінговому чемпіонаті світу (WTCC) 1987 року в командному заліку першість здобув швейцарський колектив Eggenberger Racing, що виступав на Ford Sierra RS Cosworth/Sierra RS500 Cosworth.

## Участь в моторному спорті
Двигуни Косворта використовуються в наступних серійних змаганнях спортивних автомобілів: Formula 1, IndyCar, Champ Car, WRC, та в MotoGP. Зокрема, інженери компанії допомагали кострукторам Aprilia у проєктуванні двигунів для мотоциклів RS Cube (для участі у MotoGP) та RSV1000SP (для Superbike).
Статистика участі Косворт в чемпіонатах світу Formula-1
- Дебют — Гран-прі США 1963
- Сезони — 1963-2010
- Гран-прі (старти) — 122/5652[2] (122/561)
- Перемоги — 0/176
- Подіуми — 2/533
- Поули — 0/139
- Швидкі кола — 1/164
- Очки — 105/4687